# Tom Bradley
Thomas J. "Tom" Bradley, född 29 december 1917 i Calvert, Robertson County, Texas, död 29 september 1998 i Los Angeles, Kalifornien, var en amerikansk demokratisk politiker som var Los Angeles borgmästare från 1973 till 1993 (fem ämbetsperioder).

## Biografi
Bradley föddes i en familj som var sharecroppers i Texas och som flyttade till Kalifornien under stora migrationen.
Bradley började studera 1937 vid UCLA på ett idrottstipendium, men avbröt studierna 1940 och blev istället polisman vid Los Angeles Police Department (LAPD). Under tiden som polis tog han juristexamen genom kvällsstudier på Southwestern Law School. 
1963 valdes Bradley till fullmäktige och valdes 1973 till Los Angeles borgmästare och var då den andre afroamerikanske borgmästaren i en storstad i USA. Den förste afroamerikanske borgmästaren i hela USA var Carl Stokes i Cleveland, Ohio som valdes 1967.

### Bradleyeffekten
1982 och 1986 förlorade Bradley valen till guvernörsposten i Kalifornien. I dessa val var opinionssiffrorna för Bradley före valet märkbart högre än det faktiska utfallet. Detta antas bero på att de tillfrågade tenderar att ge politiskt korrekta svar i opinionsundersökningar, men sedan vid valurnan röstar "som de tycker egentligen". Fenomenet har kommit att kallas Bradleyeffekten.